# Гнездилово (Зубцовский район)
Гнездилово — деревня в Зубцовском районе Тверской области. Входит в состав Вазузского сельского поселения.

## География
Находится в южной части Тверской области на расстоянии приблизительно 9 км по прямой на юг-юго-запад от районного центра города Зубцов на левом берегу реки Вазуза.

## История
Деревня была отмечена еще на карте Менде (состояние местности на 1848 год). В 1859 году здесь (деревня Зубцовского уезда Тверской губернии) было учтено 5 дворов, в 1941—30.

## Население
Численность населения: 50 человек (1859 год), 6 (русские 83 %) в 2002 году, 1 в 2010.